# پاس گل
پاسِ گل در فوتبال، کمکی است که به گلزنی ختم می‌شود. آمار و ارقام پاس‌ گل‌های بازیکنان معمولا به‌طور رسمی توسط سازمان‌‌ها (مانند کنفدراسیون‌ها) و مسئولان یک مسابقه یا به‌طور غیررسمی توسط روزنامه‌نگاران یا وب‌سایت‌های ورزشی ثبت می‌شوند. آمار پاس گل‌ها تا پایان قرن بیستم تقریبا حفظ نشدند؛ زیرا منابع موثق و پیشرفتهٔ زیادی برای ثبت آنها وجود نداشتند؛ اگرچه گزارش‌های مربوط به مسابقات معمولاً یک بازیکن را به عنوان سازندهٔ گل توصیف می‌کردند. از سال ۱۹۹۰، بسیاری از سازمان‌ها و تورنمنت‌ها آمار و ارقام پاس گل‌ها را حفظ کرده‌اند . 

## انواع
پاس گل‌ها به طور کلی به دو دسته تقسیم میشوند: پاس گل مستقیم و پاس گل غیرمستقیم.
در ادامهٔ مطالب، برای توضیح و فهمیدن آسان‌تر آنها، دو بازیکن خیالی تصور شده‌اند: بازیکن الف (پاسور) و بازیکن ب (گلزن) که هم‌تیمی هستند.

### پاس گل مستقیم
این نوع، رایج‌ترین و مشهورترین نوع پاس گل است که بیشتر سازمان‌ها، مسئولان تورنمنت‌ها و منابع مانند اوپتا آن را برای بازیکنان به حساب می‌آورند. اگر بازیکن الف توپ را به بازیکن ب برساند و بازیکن ب گل بزند، بازیکن الف پاس گل داده است؛ اما اگر این پاس قبل از رسیدن به بازیکن ب به کسی برخورد کند و توپ دچار انحراف (تغییر مسیر) شود، پاس گل نخواهد بود. در واقع، این پاس گل متعلق که بازیکنی است که قبل از اینکه زنندهٔ گل توپ را بگیرد، آخرین ضربه را به توپ وارد کرده است.

### پاس گل‌ غیرمستقیم
این دسته از پاس گل‌ها شامل چند نوع می‌شوند. برخی از منابع مانند سایت ترنسفرمارکت در سال ۲۰۰۸ شروع به احتساب آنها کردند. این پاس گل‌ها عبارت‌اند از: 
‌
۱– پنالتی‌ِ گرفته‌شده:
اگر در محوطه جریمه روی بازیکن الف خطا صورت بگیرد (یعنی بازیکن الف پنالتی بگیرد) و او اجازه بدهد که بازیکن ب ضربه پنالتی را بزند و بازیکن ب این پنالتی را تبدیل به گل کند، بازیکن الف پاس گل داده است.
‌
۲– شوت‌ برگشتی (ریباند) دروازه‌بان و تیرک دروازه:
اگر بازیکن الف به سمت دروازه شوت بزند و دروازه‌بان حریف با سِیوش توپ رو برگرداند یا توپ پس از برخورد به تیرک درواره برگردد و بازیکن ب این توپِ برگشتی را گل کند، یک پاس گل برای بازیکن الف ثبت می‌شود.
‌
۳– پاس‌ منحرف‌شده:
مانند پاس گل مستقیم است؛ با این تفاوت که حتی اگر پاس بازیکن الف قبل از رسیدن به بازیکن ب به کسی برخورد کند و توپ دچار انحراف (تغییر مسیر) شود، پاس گل برای بازیکن الف ثبت می‌شود.
۴– پاس گل به خودی:
اگر بازیکن الف باعث شود که بازیکن حریف گل به خودی بزند (یعنی بازیکن حریف، پاس یا شوت بازیکن الف را اشتباها وارد دروازه تیم خود کند) برای بازیکن الف پاس گل ثبت می‌شود.

## بیشترین پاس گل در قرن ۲۱
عددِ مقابل نام هر بازیکن، تعداد پاس گل‌های  آن بازیکن در کل دوران حرفه‌ای‌اش است. 
آخرین به‌روزرسانی: ۲۸ فوریه ۲۰۲۴
| رتبه | بازیکن             | تعداد پاس گل‌ها | منابع                              |
| ---- | ------------------ | -------------- | ---------------------------------- |
| ۱    | ‌ لیونل مسی         | ۳۷۲            | [ ۳ ] [ ۴ ]                        |
| ۲    | رایان گیگز         | ۲۶۸            | [ ۵ ] [ ۶ ] [ ۷ ] [ ۸ ]            |
| ۳    | ‌ آنخل دی‌ماریا      | ‌۲۶۴            | [ ۹ ] [ ۱۰ ] [ ۱۱ ] [ ۱۲ ] [ ۱۳ ]  |
| –    | کوین دی‌بروینه      | ۲۶۴            |                                    |
| ۵    | لوییس سوارز        | ۲۵۶            | [ ۱۴ ]                             |
| ۶    | نیمار              | ۲۵۳            | [ ۱۵ ] [ ۱۶ ] [ ۱۷ ] [ ۱۸ ]        |
| ۷    | ‌ دیوید بکام        | ‌۲۵۱‌            | [ ۱۹ ] [ ۲۰ ] [ ۲۱ ] [ ۲۲ ] [ ۲۳ ] |
| –    | توماس مولر         | ‌‌‌‌۲۵۱            | [ ۲۴ ] [ ۲۵ ]                      |
| ۹    | ‌ کریستیانو رونالدو | ۲۴۹            | [ ۲۶ ] [ ۲۷ ]                      |
| ۱۰   | ‌ دوشان تادیچ       | ۲۴۶            |                                    |
| ۱۱   | ‌ لوئیس فیگو        | ۲۴۴            |                                    |
| ۱۲   | تیری هانری         | ‌۲۳۵‌‌            | [ ۲۸ ] [ ۲۹ ] [ ۳۰ ] [ ۳۱ ] [ ۳۲ ] |
| ۱۳   | مسوت اوزیل         | ‌‌‌‌‌‌ ‌۲۳۴           | [ ۳۳ ]                             |
| ۱۴   | سسک فابرگاس        | ‌۲۳۰            |                                    |
| ۱۵   | لندون داناون       | ‌‌‌‌‌ ‌۲۲۶ ‌          | [ ۳۴ ] [ ۳۵ ]                      |